# مارتين جالفيز
مارتين جالفيز (بالإسبانية: Martín Gálvez Asún)‏ هو لاعب كرة قدم تشيلي في مركز الهجوم، ولد في 17 يوليو 1962 في سانتياغو في تشيلي. لعب مع نادي أونيفرسيداد دي تشيلي.